# سفرهای سولیوان
سفرهای سولیوان (به انگلیسی: Sullivan's Travels) فیلمی ۹۰ دقیقه‌ای به کارگردانی پرستون استرجیس با بازی جوئل مک‌کری و چارلز آر. مور است.
خلاصه داستان:
"سالیوان" کارگردان ساده لوحی است که تصمیم می گیرد فیلمی درباره مشکلات انسان های فقیر بسازد. به همین دلیل او در لباس یک دوره گرد به راه می افتد تا درس های درباره زندگی بگیرد که باعث بیداری او می شود ...